# Orthogrammica transiens
Orthogrammica transiens är en fjärilsart som beskrevs av Emilio Berio 1955. Orthogrammica transiens ingår i släktet Orthogrammica och familjen nattflyn. Inga underarter finns listade i Catalogue of Life.